# Serramenti PVC Diquigiovanni-Androni Giocattoli/Saison 2009
Mannschaft und Erfolge des Team Serramenti PVC Diquigiovanni-Androni Giocattoli in der Saison 2009.

## Erfolge

### Erfolge in der UCI ProTour
| Datum        | Rennen                          | Fahrer               |
| ------------ | ------------------------------- | -------------------- |
| 16. März     | 6. Etappe Tirreno-Adriatico     | Michele Scarponi     |
| 11.–17. März | Gesamtwertung Tirreno-Adriatico | Michele Scarponi     |
| 22. April    | La Flèche Wallonne              | Davide Rebellin      |
| 14. Mai      | 6. Etappe Giro d’Italia         | Michele Scarponi     |
| 24. Mai      | 15. Etappe Giro d’Italia        | Leonardo Bertagnolli |
| 28. Mai      | 18. Etappe Giro d’Italia        | Michele Scarponi     |

### Erfolge in der UCI America Tour
| Datum      | Rennen                             | Kat. | Fahrer            |
| ---------- | ---------------------------------- | ---- | ----------------- |
| 19. Januar | 1. Etappe Tour de San Luis         | 2.1  | Mattia Gavazzi    |
| 22. Januar | 4. Etappe Tour de San Luis         | 2.1  | José Serpa        |
| 2. März    | 2. Etappe Vuelta Mexico            | 2.2  | Jackson Rodriguez |
| 3. März    | 3. Etappe Vuelta Mexico            | 2.2  | Gilberto Simoni   |
| 1.–8. März | Gesamtwertung Vuelta Mexico        | 2.2  | Jackson Rodriguez |
| 24. Juni   | 1. Etappe Vuelta a Venezuela       | 2.2  | Alberto Loddo     |
| 25. Juni   | 2. Etappe Vuelta a Venezuela       | 2.2  | Alberto Loddo     |
| 26. Juni   | 3a. Etappe Vuelta a Venezuela      | 2.2  | Mattia Gavazzi    |
| 26. Juni   | 3b. Etappe Vuelta a Venezuela      | 2.2  | Mattia Gavazzi    |
| 27. Juni   | 4. Etappe Vuelta a Venezuela       | 2.2  | Mattia Gavazzi    |
| 30. Juni   | 7. Etappe Vuelta a Venezuela (EZF) | 2.2  | José Serpa        |

### Erfolge in der UCI Asia Tour
| Datum          | Rennen                         | Kat. | Fahrer         |
| -------------- | ------------------------------ | ---- | -------------- |
| 9. Februar     | 1. Etappe Tour de Langkawi     | 2.HC | Mattia Gavazzi |
| 10. Februar    | 2. Etappe Tour de Langkawi     | 2.HC | Mattia Gavazzi |
| 11. Februar    | 3. Etappe Tour de Langkawi     | 2.HC | Mattia Gavazzi |
| 13. Februar    | 5. Etappe Tour de Langkawi     | 2.HC | José Serpa     |
| 14. Februar    | 6. Etappe Tour de Langkawi     | 2.HC | Mattia Gavazzi |
| 9.–15. Februar | Gesamtwertung Tour de Langkawi | 2.HC | José Serpa     |

### Erfolge in der UCI Europe Tour
| Datum       | Rennen                                     | Kat. | Fahrer               |
| ----------- | ------------------------------------------ | ---- | -------------------- |
| 18. Februar | 3. Etappe Ruta del Sol                     | 2.1  | Davide Rebellin      |
| 19. Februar | 4. Etappe Ruta del Sol                     | 2.1  | Davide Rebellin      |
| 21. Februar | Trofeo Laigueglia                          | 1.1  | Francesco Ginanni    |
| 28. Februar | Gran Premio dell'Insubria                  | 1.1  | Francesco Ginanni    |
| 2. April    | 3. Etappe Settimana Ciclistica Lombarda    | 2.1  | Mattia Gavazzi       |
| 24. Juni    | Schweizer Meisterschaft – Einzelzeitfahren | CN   | Rubens Bertogliati   |
| 22. Juli    | 1a. Etappe Brixia Tour                     | 2.1  | Mattia Gavazzi       |
| 23. Juli    | 2. Etappe Brixia Tour                      | 2.1  | Leonardo Bertagnolli |
| 26. Juli    | 5. Etappe Brixia Tour                      | 2.1  | Mattia Gavazzi       |
| 6. August   | Gran Premio Artigianato Carnaghese         | 1.1  | Francesco Ginanni    |

## Mannschaft

### Zugänge – Abgänge
| Zugänge                          | Team 2008              | Abgänge                      | Team 2009                  |
| -------------------------------- | ---------------------- | ---------------------------- | -------------------------- |
| Rubens Bertogliati               | Scott-American Beef    | Daniele Nardello             | Fuji-Servetto              |
| Francesco De Bonis               | Team Gerolsteiner      | Santo Anzà                   | Amica Chips-Knauf          |
| Davide Rebellin                  | Team Gerolsteiner      | Danilo Hondo                 | PSK Whirlpool-Author       |
| Elia Rigotto                     | Team Milram            | Ruslan Ivanov                | Betonexpressz 2000-Limonta |
| Luis Angel Maté                  | Andalucía-Cajasur      | Roger Beuchat                | Team Neotel-Stegcomputer   |
| Luca Celli                       | L.P.R. Brakes          | Niklas Axelsson              | Team Utensilnord           |
| Mattia Gavazzi                   | Preti Mangimi          | Emiliano Donadello           | Team Utensilnord           |
| Alberto Loddo                    | Tinkoff Credit Systems | Gabriele Missaglia           | Karriereende               |
| Thomas Bertolini                 | Neoprofi               | Johnny Cattaneo              | Unbekannt                  |
| Fabio Taborre                    | Neoprofi               | Roberto Cobo                 | Unbekannt                  |
| Leonardo Bertagnolli (ab 09.05.) | Amica Chips-Knauf      | Raffaele Illiano             | Unbekannt                  |
|                                  |                        | Richard Ochoa                | Unbekannt                  |
|                                  |                        | Luca Solari                  | Unbekannt                  |
|                                  |                        | Roberto Traficante           | Unbekannt                  |
|                                  |                        | Elia Rigotto (bis 31.08.)    | Unbekannt                  |
|                                  |                        | Denis Bertolini (bis 01.09.) | Unbekannt                  |

### Kader
| Name                 | Geburtstag         | Nationalität |
| Manuel Belletti      | 14. Oktober 1985   | Italien      |
| Leonardo Bertagnolli | 8. Januar 1978     | Italien      |
| Rubens Bertogliati   | 9. Mai 1979        | Schweiz      |
| Alessandro Bertolini | 27. Juli 1971      | Italien      |
| Thomas Bertolini     | 10. Juli 1988      | Italien      |
| Luca Celli           | 23. Februar 1979   | Italien      |
| Francesco De Bonis   | 14. April 1982     | Italien      |
| Mattia Gavazzi       | 14. Juni 1983      | Italien      |
| Francesco Ginanni    | 6. Oktober 1985    | Italien      |
| Alberto Loddo        | 5. Januar 1979     | Italien      |
| Luis Angel Maté      | 23. März 1984      | Spanien      |
| Leonardo Moser       | 25. September 1984 | Italien      |
| Carlos Ochoa         | 14. Dezember 1980  | Venezuela    |
| Davide Rebellin      | 9. August 1971     | Italien      |
| Jackson Rodríguez    | 25. Februar 1985   | Venezuela    |
| Nazareno Rossi       | 3. April 1985      | Schweiz      |
| Michele Scarponi     | 25. September 1979 | Italien      |
| José Serpa           | 17. April 1979     | Kolumbien    |
| Gilberto Simoni      | 25. August 1971    | Italien      |
| Fabio Taborre        | 5. Juni 1985       | Italien      |